# Gloster Meteor
Gloster Meteor je bilo prvo britansko reaktivno letalo (tako vojaško kot civilno) in edino zavezniško reaktivno letalo, ki je bilo vpleteno v boje med drugo svetovno vojno.

## Različice
- Gloster Meteor F.Mk I (20 izdelanih; 771-kg motorja Rolls-Royce W.2B/23C Welland I)
- Gloster Meteor F.Mk II
- Gloster Meteor F.Mk III (280 izdelanih; 907-kg motorja Rolls-Royce W.2B/37 Welland I)
- Gloster Meteor F.Mk 4
- Gloster Meteor T.Mk 7  (712 izdelanih; dvosedežno šolsko letalo)
- Gloster Meteor F.Mk 9 (126 izdelanih; izvidniško letalo)
- Gloster Meteor PR.Mk 10 (58 izdelanih; fotografsko izvidniško letalo)
- Gloster Meteor NF.Mk 11 (14 radarskih nočnih lovcev)